# Monica Wright
Monica Ashante Wright, coniugata Rogers (San Antonio, 15 luglio 1988), è un'ex cestista, allenatrice di pallacanestro e dirigente sportiva statunitense, professionista nella WNBA.

## Carriera
È stata selezionata dalle Minnesota Lynx al primo giro del Draft WNBA 2010 (2ª scelta assoluta).

## Palmarès
- 2 volte campionessa WNBA (2011, 2013)
- WNBA All-Rookie First Team (2010)